# Ryōta Aoki
Ryōta Aoki (jap. 青木 良太 Aoki Ryōta; ur. 19 sierpnia 1984) – japoński piłkarz występujący na pozycji obrońcy.

## Kariera klubowa
Od 2003 do 2016 roku występował w klubach Gamba Osaka, JEF United Chiba, Roasso Kumamoto i Thespakusatsu Gunma.